# Pierre Cérésole

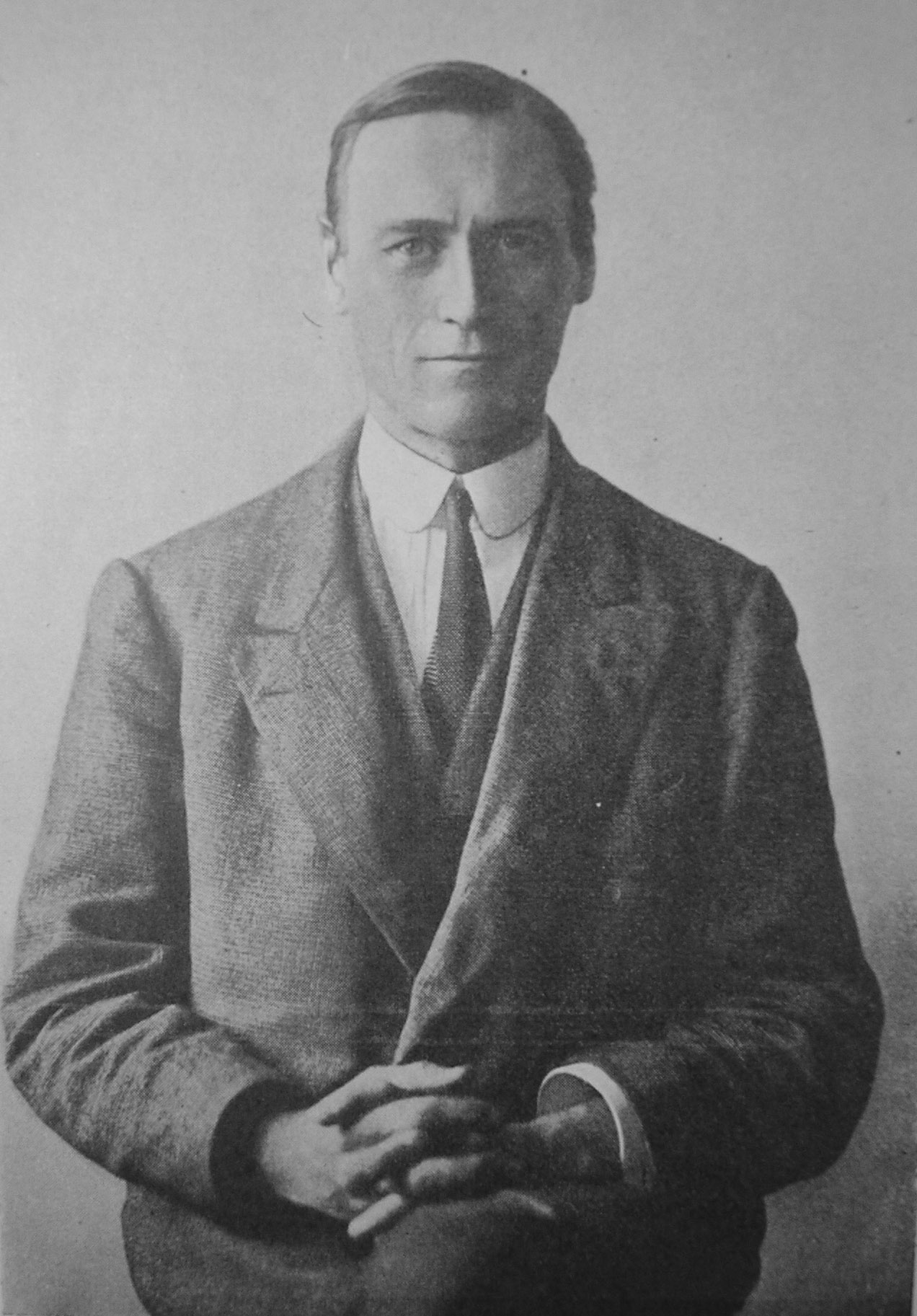
Pierre Cérésole

Pierre Cérésole (* 17. August 1879 in Lausanne; † 23. Oktober 1945 in Le Daley bei Lausanne) war ein Schweizer Pazifist, Quäker, Mathematiker und Gründer des Service Civil International (SCI).

## Leben
Sein Vater Paul Cérésole war Bundesrichter und späteres Mitglied der Landesregierung. Nach seiner Schulzeit bestand Pierre Cérésole an der Eidgenössischen Technischen Hochschule Zürich das Ingenieurexamen und doktorierte 1903. Eine angebotene Professur schlug er jedoch aus, um in einem religiös geprägten Leben etwas für andere zu tun.
1910 reiste er in die Vereinigten Staaten, von San Francisco aus weiter nach Hawaii und von da aus dann 1912 nach Japan. Seinen Lebensunterhalt verdiente er sich mit einfacher Arbeit und mit Unterricht. Während der Jahre in der Fremde machte Cérésole Erfahrungen mit sozialen Missständen, die sein ganzes weiteres Leben prägten.
Nach dem Ausbruch des Ersten Weltkriegs kehrte er in die Schweiz zurück, wo 1915 die Kriegsdienstverweigerung des Westschweizer Lehrers John Baudraz grosses Aufsehen erregte. Cérésole nahm am Schicksal des Mannes grossen Anteil. Aus gesundheitlichen Gründen war er zwar nicht militärdiensttauglich, aber er verweigerte von 1916 an die Zahlung der Militärpflichtersatzabgabe. Infolgedessen wurde Pierre Cérésole immer wieder zu kürzeren Gefängnisstrafen verurteilt. Wegen seines politischen Engagements kam er zu den religiösen Sozialisten und lernte den Schweizer Theologen und Pazifisten Leonhard Ragaz kennen.
Ragaz bewegte Cérésole zur Teilnahme an der ersten internationalen Zusammenkunft des Internationalen Versöhnungsbunds 1919 in Bilthoven in den Niederlanden, woraufhin er 1920 den Service Civil International initiierte. Im kriegsverwüsteten Dorf Esnes, auf dem Schlachtfeld von Verdun (Frankreich), organisierte er zusammen mit dem englischen Quäker Hubert Parris von 20. November 1920 bis 21. April 1921 den ersten internationalen Zivildienst (Workcamp). Im Rahmen einer politischen Initiative zur Einführung eines Zivildiensts in der Schweiz organisierte er ab 1924 weitere Dienste in der Schweiz, wo internationale Freiwillige durch Unwetter geschädigten Gemeinden halfen. Höhepunkt war 1928 der Dienst in Liechtenstein: Über 700 Freiwillige aus 20 Ländern halfen dem Land, das von einer Überschwemmung durch den Rhein heimgesucht worden war. Weitere Dienste leitete er in Frankreich (1930) und in Grossbritannien (1932/33).
1919 gab Cérésole seine Karriere als Ingenieur auf. Er unterrichtete an Privatschulen in Vevey, an der International Fellowship School (1920–1924) in Gland und ab 1926 an einer öffentlichen Schule in La Chaux-de-Fonds, wo er trotz seiner Vorstrafen aufgrund seiner Weigerung, Militärpflichtersatzsteuer zu bezahlen, von 1926 bis 1937 als Mathematikprofessor arbeiten konnte.
1931 traf er Mahatma Gandhi, der sich auf Durchreise in der Schweiz befand, und reiste daraufhin von 1935 bis 1937 mehrmals nach Indien, um im Bundesstaat Bihar Hilfe in durch Erdbeben und Überschwemmung betroffenen Gebieten zu leisten.
1936 trat Pierre Cérésole der religiösen Gesellschaft der Quäker bei. 1941 heiratete er Lise David und verbrachte seine letzten Lebensjahre bei Lausanne. Aus Protest gegen den heraufziehenden Zweiten Weltkrieg übte er mehrmals zivilen Ungehorsam. Im Alter von über 60 Jahren war er daher sechs Mal im Gefängnis. Nach seinem letzten Gefängnisaufenthalt im Februar 1945 erlitt Cérésole einen Herzanfall. Nach längerer Krankheit verstarb er am 23. Oktober 1945 in Le Daley.